# Козма Прашки
Козма Прашки (чеш. Kosmas Pražský, лат. Cosmas Pragensis; око 1045. — 21. октобар 1125) био је чешки свештеник, писац и историчар рођен у племенитој породици у Бохемији.
Његово велико дело написано на латинском зове се Чешка хроника (лат. Chronica Boëmorum). Подељено је на три књиге:
- Прва књига завршена 1119. почиње са стварањем света, а завршава се са 1038. годином. Описује како су најстарији Бохемјани основали државу око 600. године (војвода Бохем, војвода Крок и његове три кћерке), краљицу Либушу и успостављање династије Пшемисловића њеном женидбом са Пшемислом, старе крваве ратове, увођење хришћанства у Бохемији за време војводе Борживоја, Светог Венцеслава и његову баку Свету Људмилу, владавину тројице Болеслава, живот Светог Адалберта и крваве ратове после 1000. године.
- Друга књига описује период бохемске историје од 1038. до 1092. Почиње са херојским подвизима војводе Бжетислава (победа над Пољском на пример) познатог као Бохемски Ахилеј. Хроника такође описује дуготрајну и велику владавину краља Вратислава, који је био јак владар, али и храбар и добар човек. Овде је и рефлексија на његове ратове у Италији. Књига се завршава са смрћу Вратислава.
- Трећа књига (1092.-1125) почиње са описом времена нестабилности и крвавих грађанских ратова после смрти Вратислава између 1092. и 1109. Хроника се завршава са владавином Владислава између 1109. и 1125. Исте године, 1125, умро је Козма.

## Биографија
Чешка хроника је једини извор за Козмин живот. Пишући 1125, он себе назива осамнаестогодишњаком. Отуда се са сигурношћу може сматрати да је рођен око 1045. Вероватно је био племенитог порекла. Своје прво знање примио је у прашким школама, а граматику и дијалектику студирао је у Лијежу под руководством чувеног мајстора по имену Франко. Тамо је стекао добар књижевни укус и оно познавање класичних писаца које се видљиво кроз његово дело. Док је још био млад ступио је у црквени живот у Прагу, али није одређен за свештеника до 11. јуна 1099. у Грану у Мађарској. Благовремено је постао члан катедралног каптола Св. Вита у Прагу, а најпосле његов декан. Према оновременој општој наивици, још док је био нижи свештеник, оженио је Божетеху са којом је имао сина Хенрика или Здица, потоњег епископа Олмичког. Са прашким епископима Гебхардом, Козмом и Херманом био је у врло интимним односима и често их је пратио на њиховим путовањима. Уживао је и поштовање и поверење бохемских владара. Написао је Чешку хронику.

## Чешка хроника
Негде пре 1120. времешни чешки свештеник сео је да на латинском напише историју своје земље и свог народа. Разочаран грађанским сукобима који су доминирали протекле две деценије, одлучио је да дâ својим савременицима приказ њихове прошлости да би их могао подстаћи да се у будућности боље понашају. Знао је да га то неће учинити популарним:
Године оваплоћења Господњег хиљаду сто двадесет и друге, девет дана пре априлских календи, догодило се о поноћи помрачење месеца и то за време трајања јеврејске Пасхе. Исте године „муж посвећени, Херман, светлошћу знања светао, подвргнуо се судбини петнаест дана пре октобарских календи“, управо пошто је освануо дан, на празник Светог Ламберта, епископа и мученика. Док је био жив поштовао је његов празник врло предано, јер је и он био из месташцета Утрехта и потомак од рода из исте Лотарингије. Носио је седмо место у понтификалној столици и управљао овом црквом двадесет и две године, шест месеци и седамнаест дана. Био је, наиме, узоран, непознатима страшан, домаћима пријатан, а у погледу карактера понашања неупоредив. Као светиљка која светли у свету и не пламти испод мерице него је положена изнад свећњака, осветљавао је он срца оних који не верују ученом речи и примером. А што се тиче осталих његових славних дела, мада има и оних која су вреднија да се осветле излагањем, Ми их ипак остављамо нетакнутим због људи данашњег времена који сами не раде ништа добро и одбијају да верују у доброчинства других људи за која су чули.— Cosm. Chron. Boem. III 49
Али колико год је могло да буде тешко написати дела још живих људи, установио је да је немогуће у целости надокнадити прошлост изван свежег памћења. Ипак, Козма (око 1045-1125) декан прашке катедралне цркве, био је обавезан на излагање истине колико год је то било у његовој моћи. Човек са књижевном ерудицијом, знатном реторичком способношћу и смислом за приповедањем, подједнако је био ревностан да покаже своје таленте млађим нараштајима локалних интелектуалаца. Дело које је написао, које је он сâм назвао Чешка хроника (лат. Chronica Boemorum) је претенциозно и политичко, неуједначено и инспиративно, обимно и приметно усредсређено. Оно настоји да посредством историје дефинише Чехе као нацију, да их натера да мисле на своју политичку културу и подстакне реформу, правду и одговорност.
Хроника почиње са почецима Чеха у митско доба и завршава се са смрћу аутора октобра 1125. Подељено је на три књиге готово једнаке дужине које заједно представљају хронолошку историју чешких земаља (Бохемије и Моравске) која се протеже на више од 250 година. Козма углавном извештава о делима њихових владара, бохемским војводама који вуку корен од једне династије, Пшемисловића, који имају свој почетак у прехришћанско време. Паралелно са тим испитује се историја прашке епископије. Иако је углавном био заинстересиван за политичке догађаје и готово искључиво заокупљен Бохемијом и Моравском а не општијим европским догађајима, Козма и поред тога уноси и широк низ историјских информација и анегдота. Научници и студенти наће овде богат материјал готово о сваком предмету: свеци, религиозна пракса, христијанизација, црквене институције, чуда; социјални и полни односи; географија и басна; урбани развој и политичка администрација; изгубљене и добијене битке; односи са суседним владарима; положај Јевреја и осталих мањина и много тога.